# 1403
سنة 1403 كانت سنة بسيطة تبدأ يوم الإثنين (الرابط يظهر نموذج التقويم الكامل للسنة) من التقويم اليولياني.

## أحداث
- تأسيس مدينة بيلقان وتقع حاليا في أذربيجان.

## مواليد
- القوشجي عالم فلك ورياضيات مسلم
- شارل السابع ملك فرنسا
- لويس الثالث دوق أنجو
- ماريا من أراغون، ملكة قشتالة

## وفيات
- بايزيد الأول.
- زين العطار.
- عبد الرحيم العراقي.
- عيسى الأحسائي.